# Nicotiana repanda
Nicotiana repanda là loài thực vật có hoa trong họ Cà. Loài này được Lehm. mô tả khoa học đầu tiên năm 1818.